# Чёрный, Ион Илларионович
Ион Илларионович Чёрный (рум. Ion Ciornîi; 20 мая 1928 — 22 ноября 2003, Кишинёв) — молдавский и советский филолог, лингвист, редактор, сценарист, педагог, профессор (с 1973), ректор, государственный деятель. Член Союза журналистов Молдовы.

## Биография
Родился на территории нынешнего Подольского района, Одесской области Украины.
В 1950 году окончил школу журналистики при Республиканской партийной школе в Кишинёв. Работал в педагогическом институте в Тирасполе: преподавателем, старшим преподавателем, был деканом историко-философского факультета. С 1954 — проректор Бельцкого государственного педагогического института, в 1961—1967 — ректор.
Впоследствии — первый заместитель министра образования Молдавии, заведующий кафедрой румынского языка Молдавского государственного университета.
В 1962—1971 годах — редактор Государственного комитета по радио и телевещанию. Был одним из первых молдавских сценаристов, которые активно сотрудничали со студией «Телефильм-Кишинёв».
C 1973 по 1989 год — член Учёного совета Института языка и литературы АН Молдавии, член редакционной коллегии журнала «Молдавский язык и литература», затем научно-лингвистического журнала. Руководитель Совета методического обучения при Министерстве образования по вопросам высшей школы (1972—1990).

## Научная деятельность
Научные интересы — исследования в области морфологии, синтаксиса, педагогики, диалектологии, культивирования языка и др.
Автор около 140 научных работ, методик и научно-популярных книг, в том числе 6 монографий. Автор и соавтор 15 учебников для средней и высшей школы, в том числе книги «Румынский язык — фонетическое и грамматическое руководство» (1991), которая была одной из первых опубликованных книг на румынском языке, изданных после возвращения республики к латинской графике.

## Фильмография

### Сценарии
- 1962 — «Страницы из альбома» (документальный),
- 1962 — «Песни радости» (фильм-концерт, в соавторстве),
- 1964 — «Голубые дороги Молдавии» (документальный, в соавторстве),
- 1965 — «В краю Белого аиста» (документальный),
- 1967 — «30-я сессия Интервидения» (документальный, в соавторстве),
- 1967 — «Время, память» (документальный).

## Награды
- 1999 — Doctor Honoris Causa университета им. Ал. Руссо в Бельцах.
- 1999 — Медаль «За гражданские заслуги»[1]